# Paellero
Un paellero, también conocido como quemador paellero, ruedo, aro o fogón, es un aparato de gas cuyo uso inicialmente está pensado para la preparación de paellas, arroces o fideuás y que permite controlar el calor, pudiendo aumentar o disminuir la intensidad de la llama del gas, según se vaya cociendo la comida.

## Descripción
Es un quemador de gas tipo hornillo y está compuesto de círculos concéntricos por los que salen las llamas para calentar la paella de una manera más homogénea de lo que haría un fogón de cocina, ya que muchas paellas tienen un diámetro demasiado grande como para poder ser cocinadas en los fogones de cocina. 
Algunas veces, el utensilio se acopla a un soporte elevador de apoyo para poder elevar la altura de cocinado y así poder hacerlo cómodamente.
En función del tamaño de paella a usar, se requieren aparatos de uno, dos, tres o cuatro aros.
El paellero funciona con gas, siendo el gas butano en bombonas de gas el más recurrente. En función de las necesidades del cocinero o de la ubicación en donde se cocina, el paellero también puede encontrarse en el mercado fabricado para uso con gas propano o con gas natural. También existen paelleros difusores para acoplar a los fogones de una cocina de gas.
Los espacios diseñados para cocinar una paella, generalmente preparados con ladrillo u hormigón, también se denominan paelleros, y en ellos se puede cocinar tanto a leña como utilizando los quemadores tipo paellero de gas.

## Historia
En sus inicios a finales del siglo XV, el arroz a la valenciana se cocinaba en una paella encima de un fuego de leña (no existían hornos en los hogares). Se cocinaba con leña de naranjo que le añadía un olor y un sabor característico al arroz. Para conseguir la dureza y textura correcta del arroz, había que controlar el fuego: si sobraba demasiado caldo había que echar más leña al fuego para avivar la cocción, o si teníamos poco caldo había que apartar leña para que la cocción fuera más lenta.
Aunque en el siglo XIX se empezó a instalar gas en las calles y los hogares, hasta 1957 no se empiezan a comercializar las bombonas de butano en España.
En esa década se fundaron empresas que fabrican paellas y paelleros como Vaello Campos y Belseher (1950), Paelleras el Cid - Garcima (1954) y más tarde Flames VLC (década 2000).
La versatilidad de este tipo de producto ha permitido que su uso, además de para arroces, paellas o fideuás, se haya extendido en el cocinado de otro tipo de platos o guisos en ollas, calderetas e incluso asados con asadora, pudiendo encontrarlo en múltiples hogares.

## Tipología
Existen distintos tipos de paelleros, en función del gas a usar, del tipo de tubo con el que se fabrican, del tipo de uso o incluso de si usan tecnología:
- En función del gas: se fabrican paelleros para gas butano, gas propano o gas natural.
- En función del tipo de tubo:
  - Paellero de tubo redondo: Se caracterizan por estar fabricados con tubo circular, teniendo los orificios de salida de gas en la parte superior del tubo, de tal forma que el fuego sale verticalmente desde los agujeros.
  - Paellero de tubo plano: Son paelleros de tubo plano, más ancho, con mayor cámara de gas, sus orificios aparecen en el lateral del aro del paellero, de tal forma que la llama sale en horizontal, alcanzando mayor longitud, pudiendo cocinar mayor diámetro de paellas que con el paellero de tubo redondo. Además se minoran las obstrucciones por suciedad. Suelen ser considerados como gama más alta.
- En función del tipo de uso:
  - Paelleros para uso doméstico: son los paelleros más extendidos y fáciles de encontrar en ferreterías, superficies comerciales e Internet, y su uso es habitual a nivel particular. Estos paelleros de gas están homolgados para uso en exteriores.
  - Paelleros para uso profesional: estos paelleros cuentan con sistemas de seguridad que corta el flujo de gas en caso de apagado de la llama, y su uso principal es en hostelería, catering y negocios que requieren de uso de paelleros en espacios cerrados (no al aire libre). Están homologados para uso en interiores.[4]
  - Paelleros industriales: especialmente preparados para paellas gigantes y eventos. Son paelleros de mayor diámetro y diseñados para cocinar paellas de gran tamaño, hasta 2 metros.

- En función de la integración de tecnología:
  - Paelleros sin tecnología: son la mayoría de los paelleros del mercado.
  - Paelleros con tecnología: integran procesos que permiten un cocinado más homogéneo y guiado mediante la implantación de tecnología.[5]

## Otros aspectos
El uso de los paelleros plantea algunas necesidades en función de dónde se haga el cocinado o del almacenaje de los mismos, lo que ha provocado que surjan accesorios para su uso, como los siguientes:
- Accesorios para la elevación de los quemadores paelleros, como son las patas y trípodes: patas cortas, patas largas, patas regulables, trípodes regulables o trípodes reforzados en función de si se usa en suelo o en bancada, así como del peso a soportar.
- Accesorios para que el aire no apague el quemador paellero, sobre todo cuando se usa en exterior, como son los paravientos modulares que se cuelgan en la paella, los paravientos con patas o las barbacoas redondas.
- Accesorios de almacenaje como colgadores, expositores (generalmente utilizados en venta minorista) o bolsas específicas que permiten guardar tanto el quemador paellero como las paellas.
- Accesorios para el uso tras el cocinado de la paella como portapaellas, asas o salvamanteles.
- Accesorios de cocinado específico: grandes espumaderas, tapas, imanes medidores o absorbe-caldos.
- Accesorios de gas: son indispensables para el funcionamiento del aparato de gas. Entre ellos, encontramos las mangueras, los latiguillos y reguladores de gas.

## Galería

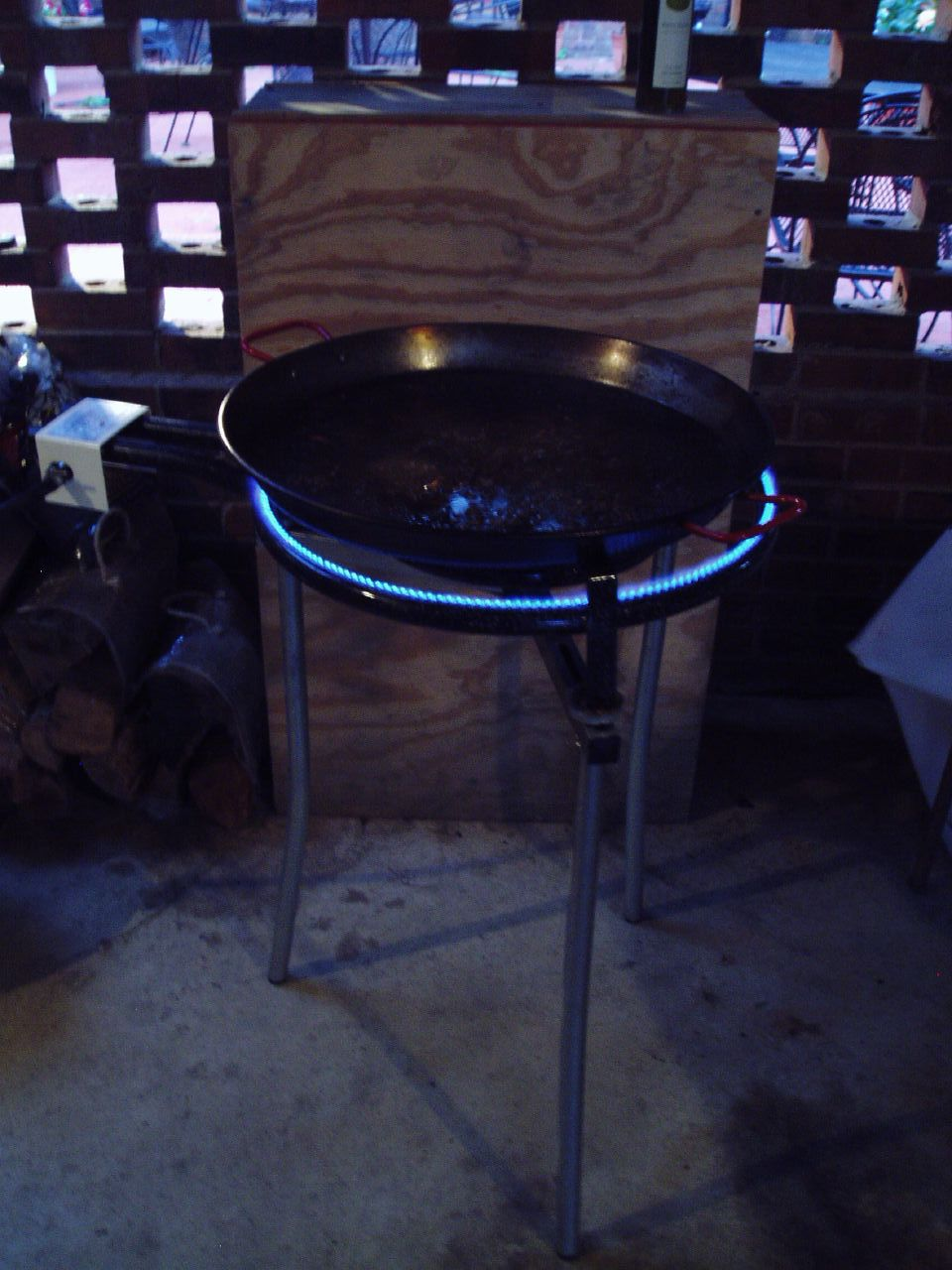
Paellero a gas encendido calentando la paella o sartén.
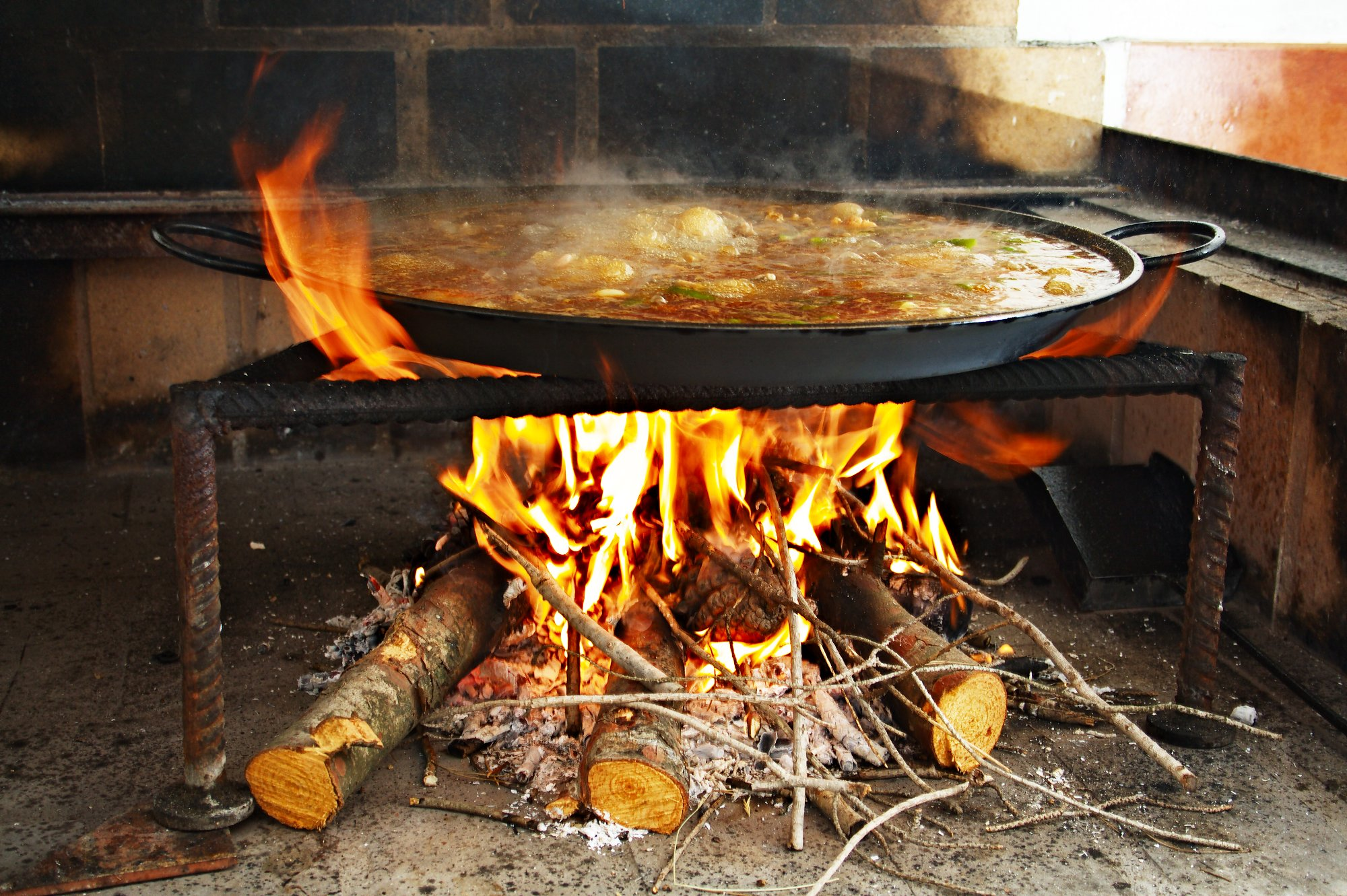
Un paellero de leña en una zona de recreo
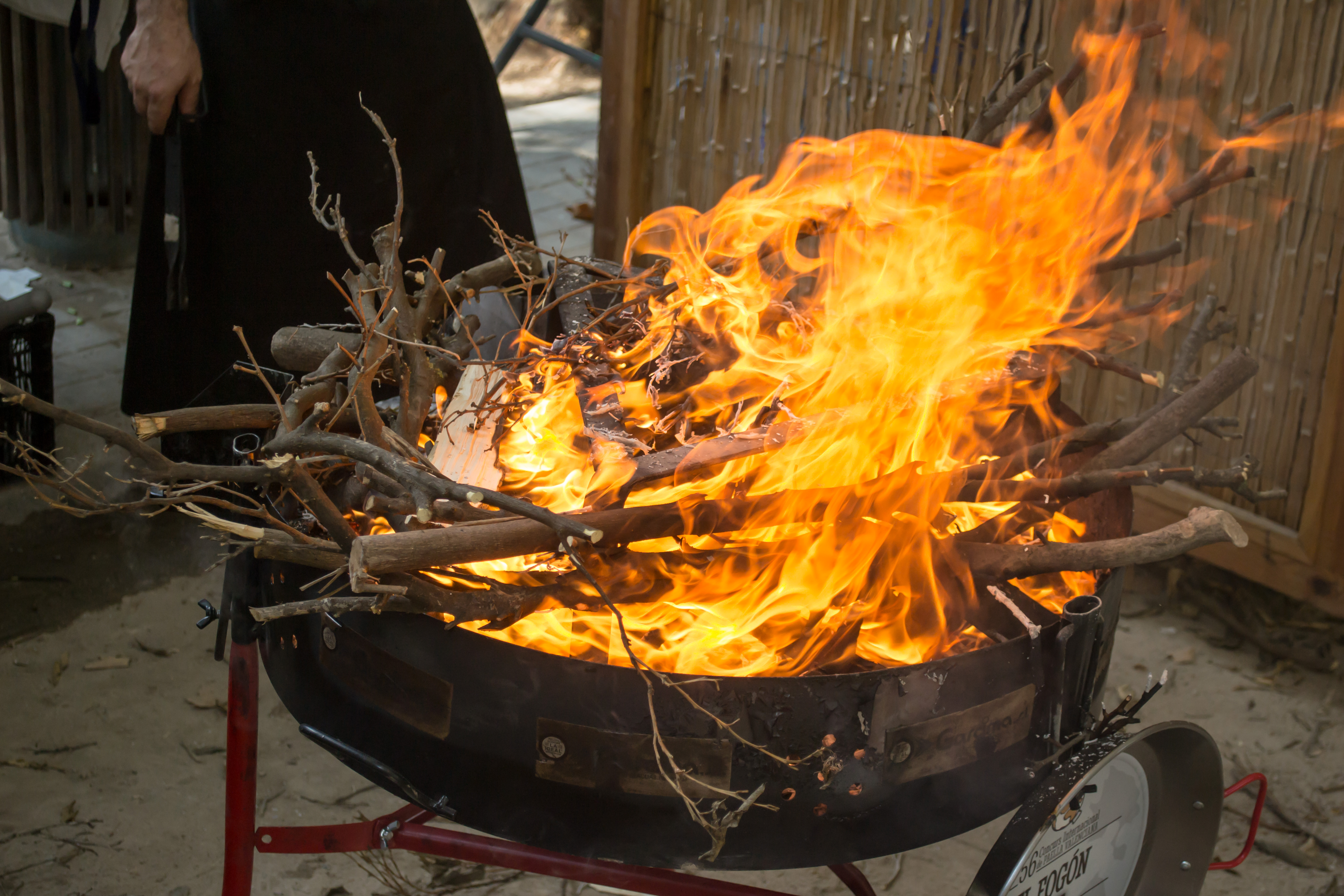
Un paellero en el Concurso Internacional de Paella de Sueca de 2016